# Вельзер, Даниэль
Даниэ́ль Ве́льзер (нем. Daniel Welser; 16 февраля 1983, Клагенфурт, Австрия) — австрийский хоккеист, нападающий клуба Австрийской хоккейной лиги (EBEL) «Ред Булл Зальцбург». Девятикратный чемпион Австрии. В 2002 и 2005 годах признавался лучшим игроком чемпионата Австрии.

## Статистика
| Легенда | Легенда                    | Легенда | Легенда                   | Легенда | Легенда    |
| ------- | -------------------------- | ------- | ------------------------- | ------- | ---------- |
| И       | Количество проведённых игр | Штр     | Штрафное время            | +/−     | Плюс-минус |
| Г       | Голы                       | П       | Голевые передачи          | О       | Очки       |
| -       | Статистика неизвестна      | —       | Статистика не учитывалась |         |            |

### Клубная карьера
- a В «Регулярном сезоне» учитывается статистика игрока совместно с Плей-офф.
- b В «Плей-офф» учитывается статистика игрока в Квалификационном турнире Элитной серии.

## Достижения

### Командные
Австрия
| Год                                | Команда            | Достижение          | Достижение |
| ---------------------------------- | ------------------ | ------------------- | ---------- |
| 2000, 2001, 2004                   | Клагенфурт         | Чемпион Австрии (9) |            |
| 2008, 2010, 2011, 2014, 2015, 2016 | Ред Булл Зальцбург | Чемпион Австрии (9) |            |

Швеция
| Год  | Команда   | Достижение                            | Достижение |
| ---- | --------- | ------------------------------------- | ---------- |
| 2006 | Шеллефтео | Выход в Элитную серию из Аллсвенскана |            |

Еврокубки
| Год  | Команда            | Достижение                        | Достижение |
| ---- | ------------------ | --------------------------------- | ---------- |
| 2010 | Ред Булл Зальцбург | Победитель Континентального кубка |            |
| 2011 | Ред Булл Зальцбург | Обладатель Европейского трофея    |            |

Международные
| Год              | Команда        | Достижение                                                          | Достижение |
| ---------------- | -------------- | ------------------------------------------------------------------- | ---------- |
| 2003             | Австрия (мол.) | Победитель Первого дивизиона молодёжного чемпионата мира (Группа B) |            |
| 2006, 2008, 2010 | Австрия        | Победитель Первого дивизиона чемпионата мира (3)                    |            |

### Личные
Австрия
| Год        | Команда    | Достижение                        | Достижение |
| ---------- | ---------- | --------------------------------- | ---------- |
| 2002, 2005 | Клагенфурт | Игрок года чемпионата Австрии (2) |            |